# هبرون (پنسیلوانیا)
هبرون (به انگلیسی: Hebron) یک منطقهٔ مسکونی در ایالات متحده آمریکا است که در شهرستان لبنان، پنسیلوانیا واقع شده‌است. هبرون ۱٬۳۰۵ نفر جمعیت دارد و ۱۵۵٫۱۵ متر بالاتر از سطح دریا واقع شده‌است.